# Malik Sultan Mahmud ibn Nizam al-Din Yahya
Sultan Mahmud (vers 1464 – 1543) fou el darrer malik mihrabànida de Sistan del 1495 al 1537. Era fill de Malik Nizam al-Din Yahya i de la germana del timúrida Sultan Abu Said.
Nizam al-Din Yahya va morir el 1480, quan havia perdut la major part del Sistan enfront dels timúrides i només dominava el nord de la regió de Makran i la zona fronterera amb Sistan. Els caps militars van posar al tron al seu fill Malik Shams al-Din Muhammad, però aquest aviat va demostrar no ser prou enèrgic o potser fins i tot incapaç i aviat Sultan Mahmud va agafar les regnes efectives del poder. Fou Sultan Mahmud qui va dirigir una primera expedició per recuperar Zarandj el 1481 que fou rebutjada. A la tornada Sultan Mahmud va estar a punt d'ofegar-se quan creuava el riu Helmand.
La sortida de Badi al-Zaman, el príncep timúrida del Sistan, que fou cridat a Herat, i la mort del principal notable local anti mihrabànida i dels seus dos fills, va capgirar les forces en presència; molts caps locals van donar suport al retorn dels mihrabànides. Sultan Mahmud i Shams al-Din Muhammad van marxar a Zarandj vers 1485 i van entrar a la ciutat sense resistència; el governador timúrida (un general designat per Badi al-Zaman) va fugir. Durant un temps els dos germans (de fet germanastres) van governar nominalment junts però finalment (abans del 1500) Shams al-Din fou deposat i Sultan Mahmud va agafar tot el poder de ple dret com a malik.
El 1507 els uzbeks shibànides manats per Muhammad Shaybani van liquidar a la dinastia timúrida al Khorasan i van ocupar Herat. Muhammad Shaybani llavors va enviar un exèrcit manat pel seu nebot Shah Mansur Bakhshi, per ocupar Sistan. Sultan Mahmud, seguint el consell dels seus assessors, va abandonar la capital i es va retirar cap a les terres frontereres a la regió de Makran on difícilment els uzbeks li podien presentar batalla; va passar dos anys esperant l'oportunitat de reprendre la lluita i recuperar el Sistan.
A la tardor del 1510 Sultan Mahmud, aprofitant la guerra de Muhammad Shaybani amb Ismaïl I de Pèrsia, va iniciar l'ofensiva; va travessar el riu Helmand i va sorprendre i derrotar els uzbeks i els seus aliats locals. Shah Mansur Bakhshi va morir a la lluita i Sultan Mahmud va recuperar Zarandj; mentre Muhammad Shaybani fou derrotat i mort pel safàvida Ismaïl (2 de desembre de 1510). Sultan Mahmud va decidir sotmetre's a Ismaïl I i va anar a Herat per fer personal submissió al xa, que residia temporalment a aquesta ciutat. Ismaïl I el va confirmar com a malik de Sistan a canvi de ser el seu vassall.
Com a vassall safàvida Sultan Mahmud va haver d'introduir alguns ritus xiïtes al Sistan, cosa que fou molt impopular en una província tant sunnita i tradicional. També va haver d'acceptar la presència d'una guarnició militar de kizilbaixis al territori i d'un wakil (representant del xa i/o governador militar) de nom Mir Pir Kuli. El wakil va romandre al Sistan per deu anys i durant aquest temps Sultan Mahmud va abandonar Zarandj i es va establir a la fortalesa de Taraqun. Va començar també un programa d'arranjament de diverses fortaleses a la província.
A causa del descontentament popular, el malik va haver de subornar als kizilbaixis i a Mir Pir Quli per abandonar el territori cap a les zones frontereres i temporalment la influència safàvida al Sistan gairebé es va esvair. Però el malik ja estava cansat de governar i va intentar transferir el poder al seu gendre Malik Yahya, operació que va fracassar finalment; a causa de la mort de molts membres de la família, no tenia cap successor directe o proper i finalment va voler donar el govern a un home de relació desconeguda amb els mihrabànides, de nom Amir Muhammad-i Mahmud, i es va retirar a una vida de plaers a Taraqun. Aquest esdeveniments van contribuir a debilitar el govern central: els lladres i bandits van esdevenir un problema; almenys un oficial local es va revoltar contra els mihrabànides.
Vers 1537 el xa safàvida Tahmasp I va decidir agafar el control complet del Sistan i va enviar un wakil a la província al que va donar el control directe sobre quatre districtes. Aquestos canvis no van agradar a Sultan Mahmud que va abandonar el Sistan cap a l'índia, on fou rebit per l'emperador mogol Humayun que li va donar el govern de Lahore per cinc anys. Al final d'aquest període va retornar a Pèrsia i va passar un any a la cort del xa safàvida a Qazvín on va morir el 1542 o 1543. Encara que quedaven alguns membres de la família mihrabànida, Sistan va quedar sota el control dels wakils safàvides.